# Incêndio de Monchique de 2018
O incêndio de Monchique de 2018 foi um incêndio florestal ocorrido na serra de Monchique, na região do Algarve em Portugal. O incêndio teve início por volta das 13 horas no dia 3 de Agosto e foi parcialmente dominado na manhã do dia 10 de agosto. A ação dos bombeiros foi dificultada pela forte intensidade e constantes mudanças de direcção do vento e pela dificuldade de acesso dos meios terrestres. O incêndio teve início na localidade de Perna da Negra, no concelho de Monchique, tendo posteriormente alastrado para parte dos concelhos de Silves e Portimão.
O incêndio resultou em 41 feridos, um deles em estado grave, 22 dos quais bombeiros. e consumiu uma área florestal de 26.885 hectares dos concelhos de Silves, Odemira, Portimão e Monchique, bem como 62 casas de primeira habitação, 49 de segunda habitação e matou cerca de 5.600 animais.
Ao segundo dia, o incêndio era combatido por 700 bombeiros, 11 aviões e 230 militares. Ao sexto dia, encontravam-se a combater as chamas mais de 1400 bombeiros apoiados por 160 militares e 14 aviões de combate a incêndios. No dia 4 de agosto foi ativado o Plano Municipal de Emergência. O incêndio deixou várias localidades da serra de Monchique sem acesso a comunicações móveis. No dia 6 de agosto o centro de Monchique ficou sem abastecimento de água. A estrada nacional 266 foi cortada ao trânsito. A Electricidade de Portugal encerrou o fornecimento de eletricidade a várias localidades do concelho de Monchique alegando razões de segurança. À data de 8 de agosto tinham já sido evacuados 230 residentes.
Entre as causas apontadas pelos especialistas para a dimensão e incontrolabilidade do incêndio estão o excesso e descontrolo da plantação de eucaliptos, o número insuficiente de faixas de descontinuidade, a temperatura extrema e as dificuldades de acesso. Mais de 72% da serra de Monchique é ocupada por eucalipto. Os especialistas são unânimes em criticar a falta de ordenamento do território que tem permitido a expansão descontrolada de eucaliptais, que rapidamente dominam a paisagem. O eucalipto projeta partículas incandescentes capazes de provocar novos focos de incêndio a vários quilómetros de distância, provocando novos focos de incêndio que dispersam os meios de combate e diminuem a sua eficácia. O dia 4 de agosto foi o dia mais quente do século em Portugal. Durante as operações registaram-se temperaturas de 47 graus e humidade relativa de 14%. A inexistência de faixas de continuidade em número suficiente impediu a colocação de meios logo no primeiro dia de incêndio. Em 2006 o ICNF elaborou um plano que previa 120 quilómetros de faixas de descontinuidade na serra de Monchique, dos quais apenas 30 km estavam concluídos em 2012, ano em que a sua gestão passou para as autarquias.
O incêndio de 2018 foi precedido por vários incêndios de grande dimensão que ocorreram na mesma região em anos anteriores. Em 2003 ocorreram dois grandes incêndios que queimaram 90% do território de Monchique e 41 000 hectares de floresta. O primeiro esteve ativo entre os dias 8 e 18 de agosto e o segundo entre 11 e 19 de setembro, tendo-se propagado para os concelhos de Portimão, Aljezur e Lagos.

## Galeria

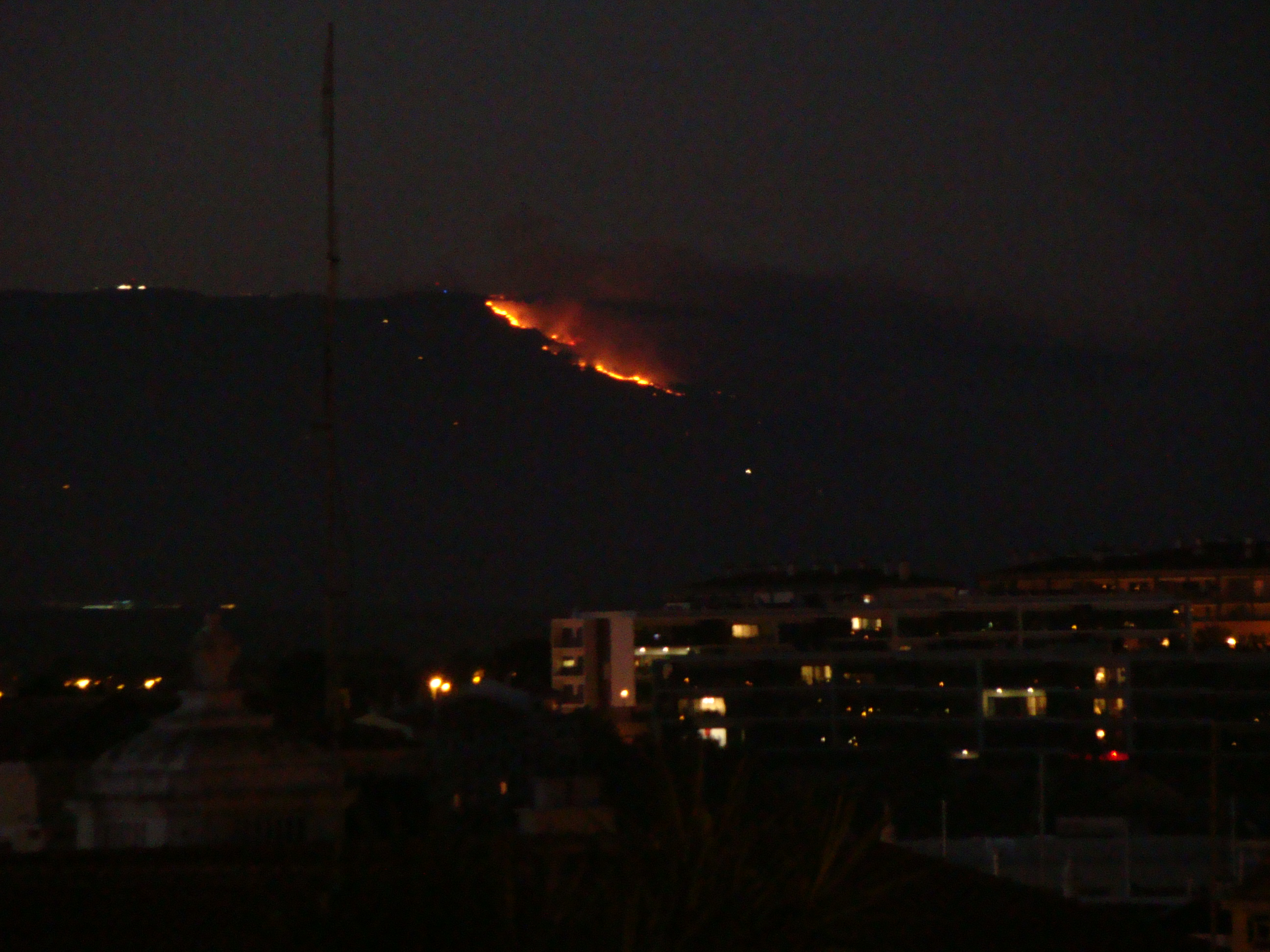
O incêndio de Monchique de 2018, visto da cidade de Lagos.
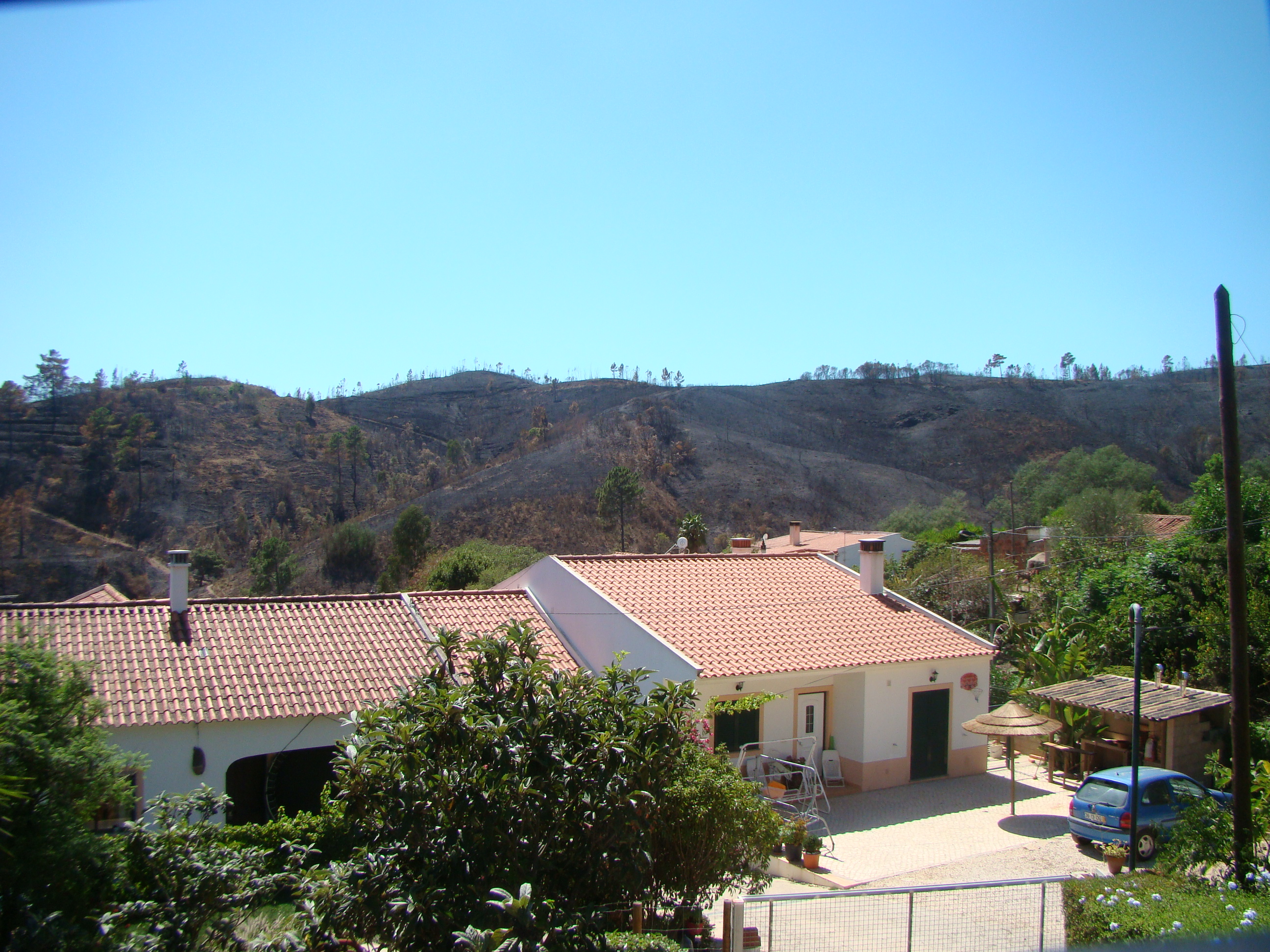
Zonas afectadas pelo incêndio.
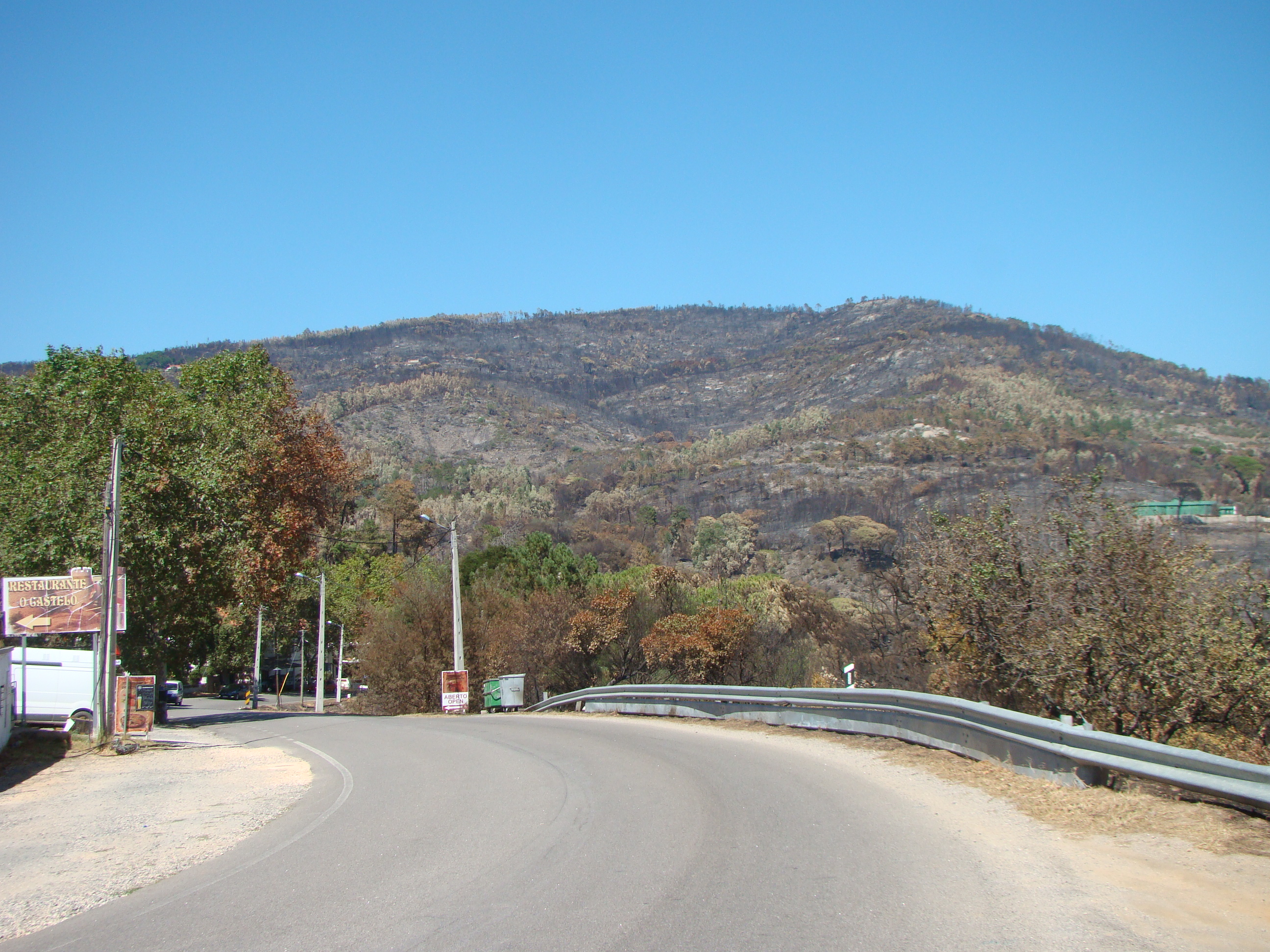
Rastro de destruição do incêndio que devastou Monchique.
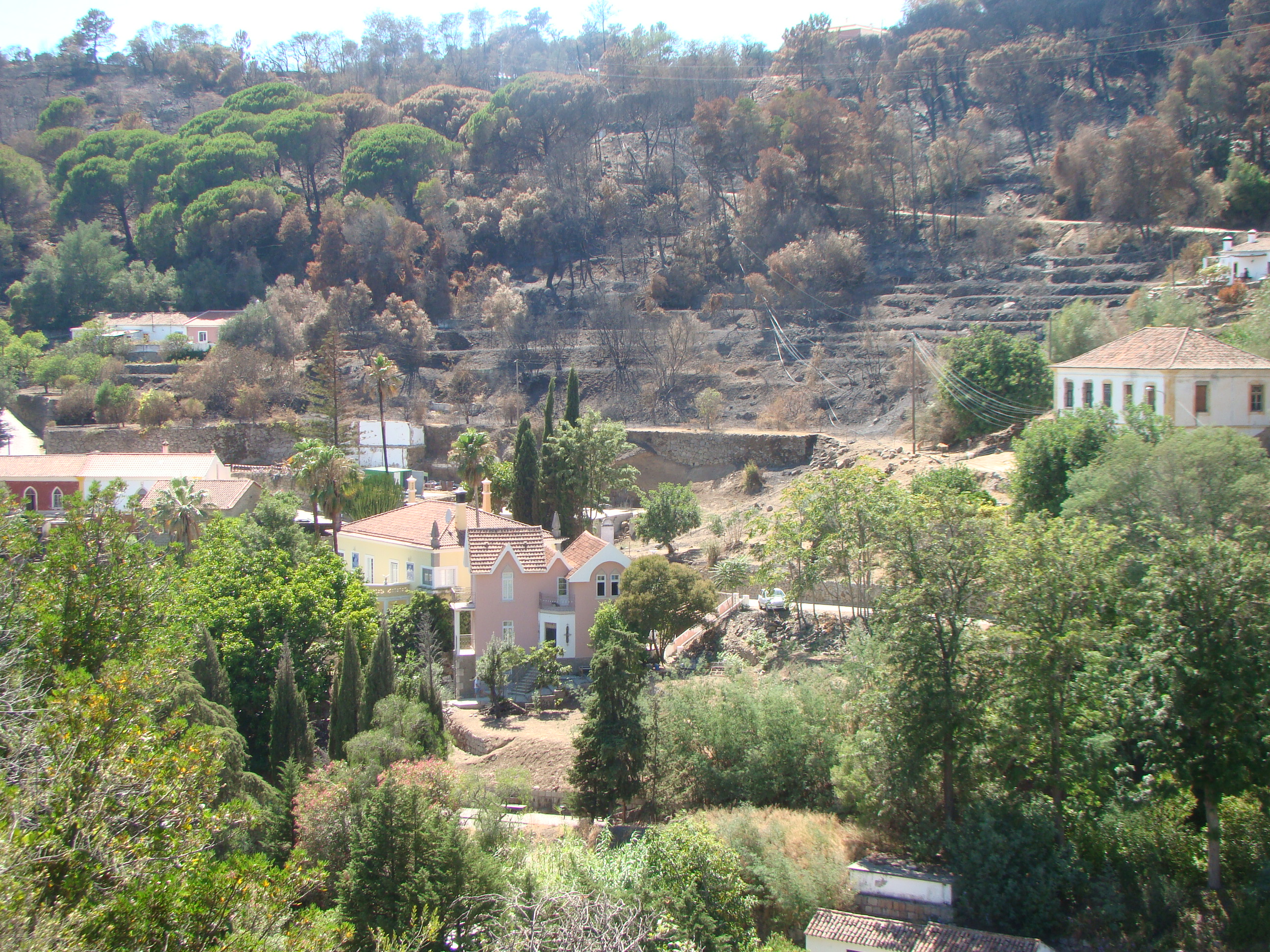
O incêndio aproximou-se da estância termal de Caldas de Monchique.